# فولكر بانفيلد
فولكر بانفيلد (بالألمانية: Volker Banfield)‏ هو موسيقي وعازف بيانو ألماني، ولد في 9 مايو 1944 في أوبرآودورف في ألمانيا.

## وصلات خارجية
- فولكر بانفيلد على موقع ميوزك برينز (الإنجليزية)
- فولكر بانفيلد على موقع أول ميوزيك (الإنجليزية)
- فولكر بانفيلد على موقع ديسكوغز (الإنجليزية)